# Gegharkunik, Gegharkunik
Gegharkunik là một đô thị thuộc tỉnh Gegharkunik, Armenia. Dân số ước tính năm 2011 là 2127 người.